# Curveulima styla
Curveulima styla is een slakkensoort uit de familie van de Eulimidae. De wetenschappelijke naam van de soort is voor het eerst geldig gepubliceerd in 2011 door Hoffman, van Heugten & Lavaleye.